# San Juan County (New Mexico)
Das San Juan County ist ein County im Norden des US-Bundesstaats New Mexico. Im County leben 130.044 Einwohner. Der Sitz der Countyverwaltung (County Seat) befindet sich in Aztec.

## Geographie
Das County hat eine Fläche von 14.344 Quadratkilometern; davon sind 63 Quadratkilometer (0,44 Prozent) Wasserflächen. Das County grenzt im Uhrzeigersinn an die Countys: Rio Arriba County, Sandoval County, McKinley County, Apache County (Arizona), San Juan County (Utah), Montezuma County (Colorado), La Plata County (Colorado) und Archuleta County (Colorado).
Das County wird vom Office of Management and Budget zu statistischen Zwecken als Farmington, NM Metropolitan Statistical Area geführt.

### Gewässer
Der San Juan River ist der größte Fluss des Countys; er gibt dem County den Namen. Ein weiterer Fluss ist der Animas River, der bei Farmington mit dem San Juan River zusammenfließt. Der größte See ist der Navajo Lake im Norden des Countys an der Grenze zu Colorado.

## Geschichte
Im County liegen ein National Monument und ein National Historical Park: das Aztec Ruins National Monument und der Chaco Culture National Historical Park, der auch zum Welterbe in den Vereinigten Staaten von Amerika gehört. 37 Bauwerke und Stätten des Countys sind insgesamt im National Register of Historic Places eingetragen (Stand 16. Februar 2018).

## Demografische Daten

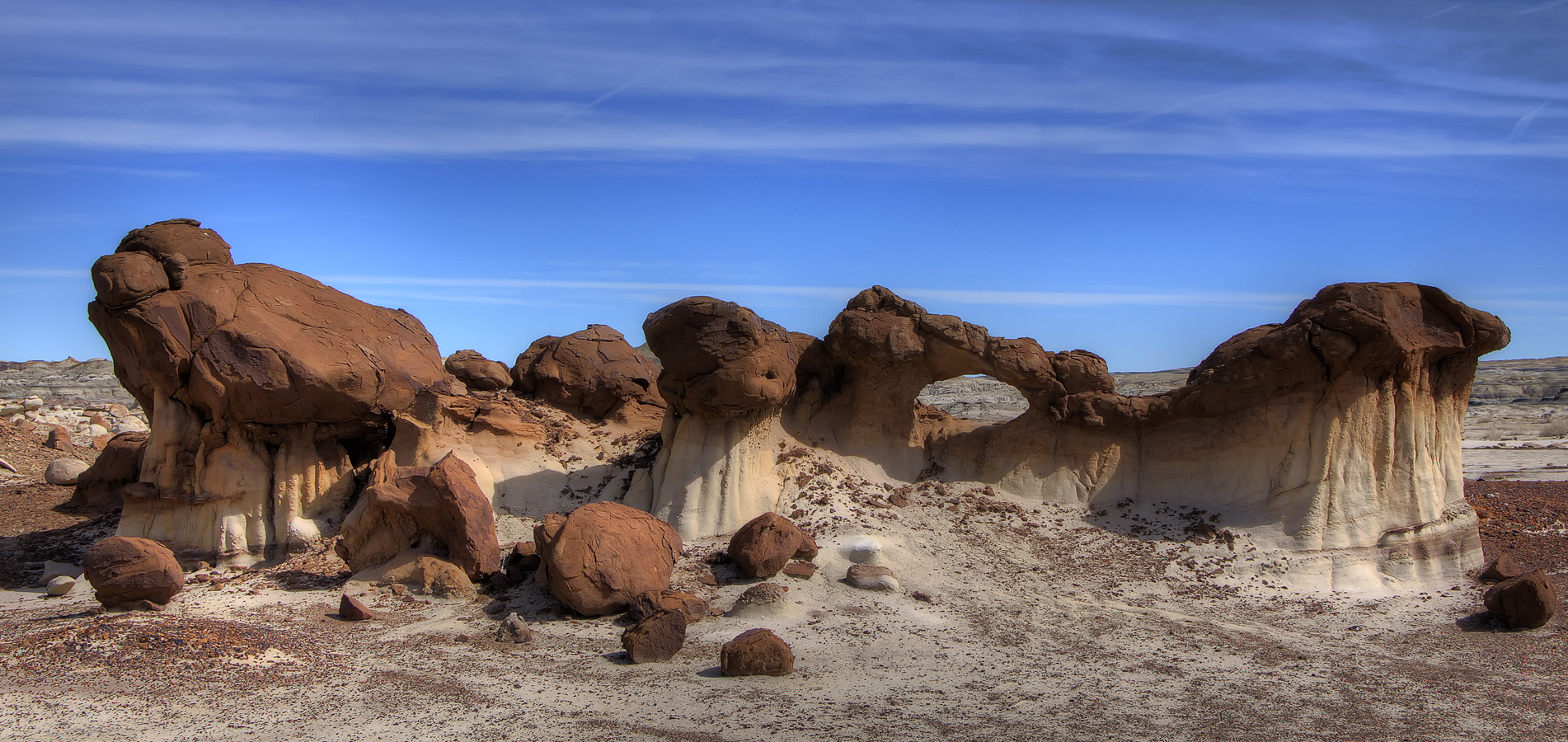
Blick in die Bisti und De-Na-Zin Wilderness

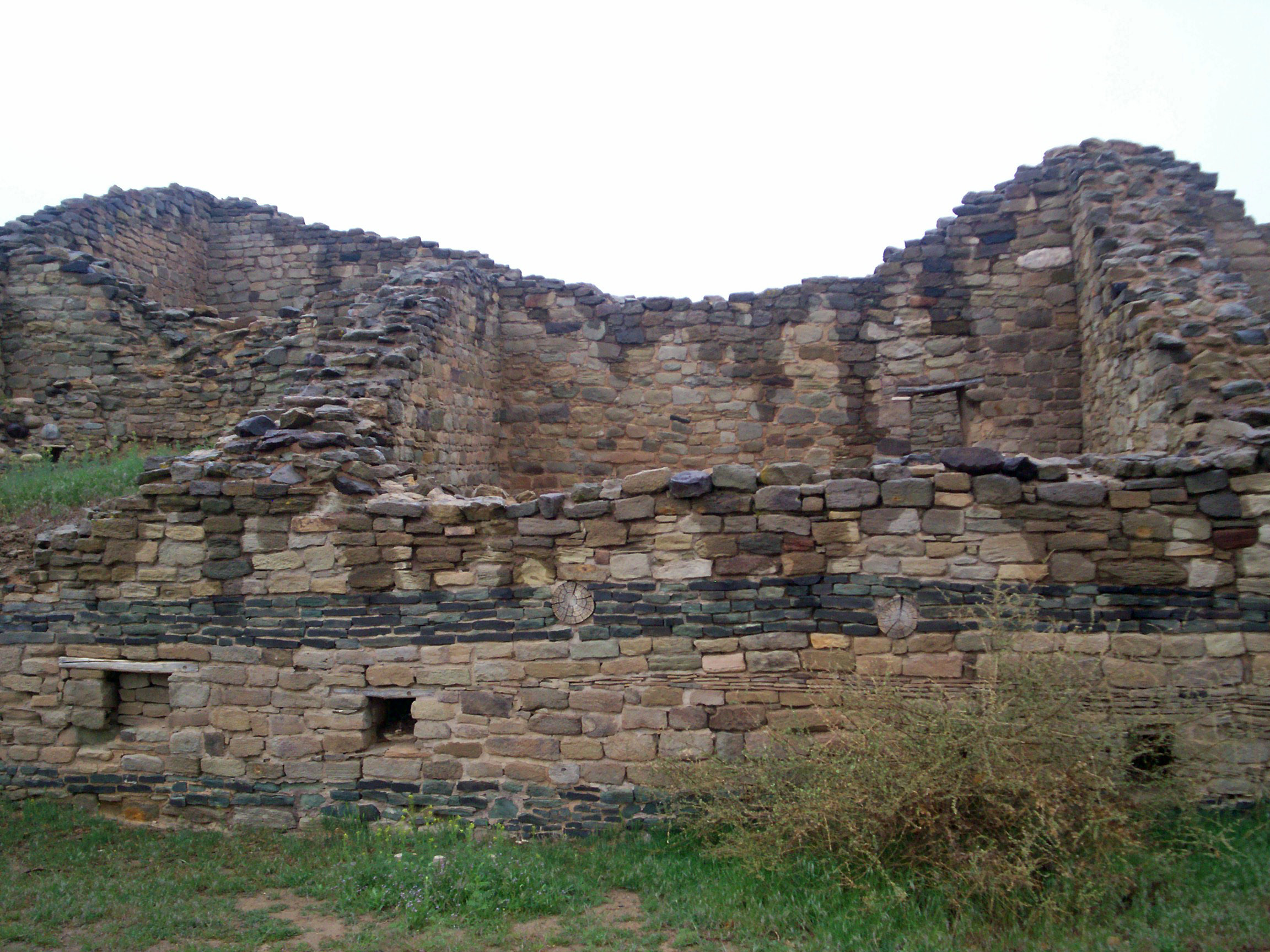
Ruinen im Aztec Ruins National Monument, gelistet im NRHP Nr. 66000484

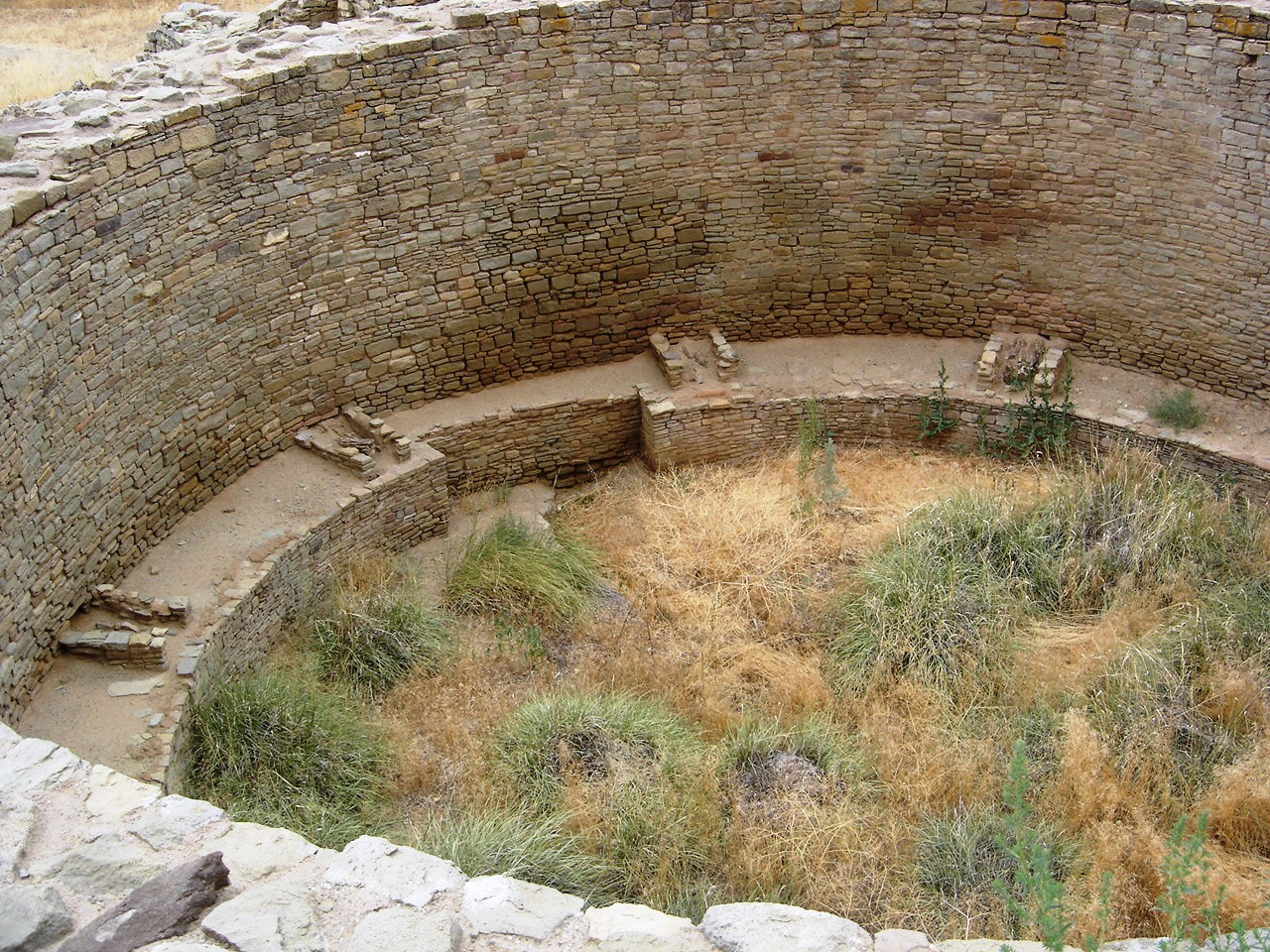
Ruinen im Aztec Ruins National Monument, gelistet im NRHP Nr. 66000484

Nach der Volkszählung im Jahr 2000 lebten im County 89.908 Menschen. Es gab 31.411 Haushalte und 23.621 Familien. Die Bevölkerungsdichte betrug 9 Einwohner pro Quadratkilometer. Ethnisch betrachtet setzte sich die Bevölkerung zusammen aus 65,08 % Weißen, 1,71 % Afroamerikanern, 16,28 % amerikanischen Ureinwohnern, 0,99 % Asiaten, 0,11 % Bewohnern aus dem pazifischen Inselraum und 12,37 % aus anderen ethnischen Gruppen; 3,47 % stammten von zwei oder mehr ethnischen Gruppen ab. 29,40 % der Bevölkerung waren spanischer oder lateinamerikanischer Abstammung.
Von den 31.411 Haushalten hatten 38,60 % Kinder und Jugendliche unter 18 Jahre, die bei ihnen lebten. 57,70 % waren verheiratete, zusammenlebende Paare, 12,20 % waren allein erziehende Mütter. 24,80 % waren keine Familien. 19,90 % waren Singlehaushalte und in 6,90 % lebten Menschen im Alter von 65 Jahren oder darüber. Die Durchschnittshaushaltsgröße betrug 2,84 und die durchschnittliche Familiengröße lag bei 3,29 Personen.
Auf das gesamte County bezogen setzte sich die Bevölkerung zusammen aus 29,60 % Einwohnern unter 18 Jahren, 7,50 % zwischen 18 und 24 Jahren, 30,10 % zwischen 25 und 44 Jahren, 22,20 % zwischen 45 und 64 Jahren und 10,60 % waren 65 Jahre alt oder darüber. Das Durchschnittsalter betrug 35 Jahre. Auf 100 weibliche Personen kamen 95,20 männliche Personen, auf 100 Frauen im Alter ab 18 Jahren kamen statistisch 91,70 Männer.

Das jährliche Durchschnittseinkommen eines Haushalts betrug 44.949 USD, das Durchschnittseinkommen der Familien betrug 48.984 USD. Männer hatten ein Durchschnittseinkommen von 36.791 USD, Frauen 26.565 USD. Das Prokopfeinkommen betrug 19.174 USD. 12,10 % der Bevölkerung und 9,00 % der Familien lebten unterhalb der Armutsgrenze. 15,60 % davon waren unter 18 Jahre und 9,20 % waren 65 Jahre oder älter.

## Orte im San Juan County
Im San Juan  County liegen drei Gemeinden, die alle den Status einer City besitzen. Zu Statistikzwecken führt das U.S. Census Bureau 28 Census-designated places, die dem County unterstellt sind und keine Selbstverwaltung besitzen. Diese sind wie die Unincorporated Communities gemeindefreies Gebiet.
Cities
- Aztec
- Bloomfield
- Farmington

Census-designated places (CDP)
| - Beclabito - Blanco - Cedar Hill - Crystal 1 - Flora Vista - Huerfano (ehemals) | - Kirtland - La Plata - Lake Valley - Lee Acres - Nageezi - Napi Headquarters | - Naschitti - Navajo Dam - Nenahnezad - Newcomb - North Light Plant - Ojo Amarillo | - Sanostee - Blanco - Sheep Springs - Shiprock - Spencerville - Upper Fruitland | - Waterflow - West Hammond - White Rock - Young Place |

andere Unincorporated Communities
- Fruitland
- Riverside